# Sylvia Miles
Sylvia Miles (født 9. september 1924, død 12. juni 2019) var en amerikansk teater- tv- og filmskuespiller. Hun blev nomineret til en Oscar to gange.

## Opvækst
Miles blev født i New York City og opvoksede i Greenwich Village, hvor hendes far antages at have arbejdet som møbelsnedker. Hendes fødselsdato er 9. september, og hendes fødselsår er generelt blevet rapporteret som 1932, men siden 1976 har Miles konsekvent givet hendes fødselsår som 1934. Hendes fødselsdato blev givet 9. september 1924 på et I-94 adgangskort fra en flyvning fra 1962, hun tog fra London til New York. Hendes forældre, hvis navne hun gav som "Reuben og Belle", var begge jødiske, men Miles 'fødselsnavn forbliver ukendt.

## Karriere
I begyndelsen af 1960'erne spillede Miles rollen som "Sally" i pilotafsnittet af, hvad der ville blive The Dick Van Dyke Show, som senere blev taget af Rose Marie til serien. Hun optrådte også i to 1960'er afsnit af Naked City, herunder en gang som en dejlig stamgæst som forsøger at kommunikere med en psykotisk Jack Warden.
En af Miles 'mest kendte roller var i Midnight Cowboy som en aldrende Park Avenue holdkone, der inviterer Joe Buck (Jon Voight) op til hendes penthouse lejlighed til sex. Rollen indbragte hende en Oscar-nominering i 1969 for bedste kvindelige birolle, på trods af kun at blive vist i filmen i omkring seks minutter. Hun modtog en anden Oscar-nominering for sin lidt større rolle (otte minutter) som bedste kvindelige birolle i 1975 for sin rolle i Farvel, min elskede.
I 1978 havde hun en cameo rolle i den indie thrillerfilm Shalimar. Hun optrådte i 1982 filmatiseringen af Agatha Christies Mord i solen, der udspillede en Broadway-producent, en af hendes mere mainstreame filmroller. Hun spillede ejendomsmægleren Dolores i Oliver Stones film Wall Street (1987), en rolle hun gentog i Wall Street: Money Never Sleeps (2010).
Gennem årene blev Miles en kultfigur, både for hendes bånd til avantgarde-personligheder (herunder Andy Warhol og Paul Morrissey) og hendes stadig mere bizarre udseende gennem årene og hendes vilje til at deltage i enhver offentlig lejlighed. Wayland Flowers og hans marionet Madame udtalte først den meget citerede replik "Sylvia Miles og Andy Warhol ville deltage i åbningen af en konvolut." I 1976 gentog People Magazine den samme vittighed uden at citere en kilde. Miles medvirkede i Warhols film Heat i 1972. Hun blev også optaget i mainstream-film, herunder 92 i Shade, Critical Condition, The Great Scout & Cathouse Thursday, Crossing Delancey og komedien She-Devil, hvor hun spillede mor til Meryl Streeps karakter.
I en restaurant i New York i 1973 dumpede hun offentligt en tallerken mad på kritiker John Simons hoved for dennes fornærmende kommentarer om hende i en anmeldelse. Miles har været mindre aktiv siden 1999, med nogle få roller på tv som Sex and the City og One Life to Live, og i filmene Go Go Tales og Wall Street: Money Never Sleeps.

## Helbredsproblemer
Den 30. maj 2014 blev det rapporteret, at Miles havde været indlagt med tilsyneladende alvorlig anæmi.